# Malinalco (município)
Malinalco é um município do estado do México, no México. A sua cabecera municipal e sede do governo é Malinalco.

## Governo e administração
A cabecera municipal ou a capital do município é a povoação de Malinalco, lugar onde governa a autoridade mais importante do município que es apresentado por o Ajuntamento.
| Prefeito                  | Periodo   |
| ------------------------- | --------- |
| Roberto Poblete Rodríguez | 2000-2003 |
| Germán Amilpa Orihuela    | 2003-2006 |
| Armando Reynoso Carrillo  | 2006-2009 |
| Gerardo Baldemar Reynoso  | 2009-2012 |
| Vidal Pérez Vargas        | 2012-2015 |
| Gerardo Baldemar Chaqueco | 2015-2018 |